# Allobates chalcopis
Allobates chalcopis är en groddjursart som först beskrevs av Kaiser, Coloma och Gray 1994.  Allobates chalcopis ingår i släktet Allobates och familjen Aromobatidae. IUCN kategoriserar arten globalt som sårbar. Inga underarter finns listade i Catalogue of Life.